# Triaxomera baldensis
Triaxomera baldensis is een vlinder uit de familie echte motten (Tineidae). De wetenschappelijke naam is voor het eerst geldig gepubliceerd in 1983 door Petersen.
De soort komt voor in Europa.